# Hrabstwo Copiah
Hrabstwo Copiah (ang. Copiah County) – hrabstwo w stanie Missisipi w Stanach Zjednoczonych. Obszar całkowity hrabstwa obejmuje powierzchnię 779,38 mil² (2018,58 km²). Według szacunków United States Census Bureau w roku 2009 miało 29 094 mieszkańców.
Hrabstwo powstało w 1823 roku.

## Miejscowości
- Beauregard (wieś)
- Crystal Springs
- Georgetown
- Hazlehurst
- Wesson[4]

| Populacja hrabstwa w poprzednich latach | Populacja hrabstwa w poprzednich latach |
| Rok                                     | Liczba ludności                         |
| --------------------------------------- | --------------------------------------- |
| 1980                                    | 26 352                                  |
| 1990                                    | 27 592                                  |
| 2000                                    | 28 757                                  |
| 2005                                    | 29 164                                  |